# Enicospilus justus
Enicospilus justus là một loài tò vò trong họ Ichneumonidae.